# 高尚
高尚（1994年8月10日—），出生于河南省郑州市，中国篮球运动员，司职锋卫摇摆人。目前效力于中职篮上海大鯊魚。2009年1月，入选中国国家U18男子篮球队，同年参加了2009年的李宁夏令营，并取得了技巧挑战赛冠军。

## 外部連結
- 高尚在fiba.basketball（英语）
- 高尚在歐洲籃球聯賽（英语）
- 高尚在中国男子篮球职业联赛
- 高尚在Basketball-Reference.com（國際）（英语）
- 高尚在Eurobasket.com（球員）（英语）
- 高尚在RealGM（英语）
- 高尚在Proballers（英语）
- 高尚在中国篮球数据库（新浪网）